# Portunion bourdoni
Portunion bourdoni là một loài chân đều trong họ Entoniscidae. Loài này được Chaix & Veillet miêu tả khoa học năm 1981.